# Pseudanurophorus boerneri
Pseudanurophorus boerneri är en urinsektsart som beskrevs av Stach 1922. Pseudanurophorus boerneri ingår i släktet Pseudanurophorus och familjen Isotomidae. Inga underarter finns listade i Catalogue of Life.